# オールスター歌の祭典
『オールスター歌の祭典』（オールスターうたのさいてん）は、1992年にTBS系列で放送された2時間枠の秋の音楽特別番組である。

## 番組概要
- 日本音楽事業者協会、日本レコード協会、放送音楽プロデューサー連盟が主催となり制作された。
- ゲストには当時の人気歌手を中心に歌、歌謡コントドラマありの番組で、構成作家はフジテレビの『夜のヒットスタジオ』のメンバー及び、同局の『8時だョ!全員集合』の作家が起用された。
- 放送日時は1992年4月8日（水曜）、同年11月14日（土曜）19：00から20：54、場所はTBS赤坂本社のGスタジオ・Cスタジオからの生放送。
- 音楽番組低迷期でありながらも視聴率は17.2％と貢献したものの、当時としては高い視聴率を目標していた為に高評価まではされなかった。
- オープニングは夜ヒットのようにゲスト歌手による歌繋ぎのメドレー形式で、楽曲は持ち歌ではなく全て松任谷由実の楽曲特集で行われた。[1]
- 第2回目の秋のみ、当時山田と渡辺が同じくMCを担当していた『突然バラエティー速報!!COUNT DOWN100』の代わりとして、番組最後に週間オリコンTOP100のランキングを発表。

## 出演者
- 司会：山田邦子　渡辺正行
- 進行役：小川哲哉

### ゲスト・歌唱曲

#### 1992年4月8日
不明

#### 1992年11月14日
- 工藤静香「ああ無情」、「悪女」、「声を聴かせて」
- 小泉今日子「東京ディスコナイト」
- 近藤真彦「少年のこころ」
- 聖飢魔II「大都会」、「満月の夜」
- 中山美穂「Diamonds」、「世界中の誰よりきっと」
- バブルガム・ブラザーズ「JUST BEGUN」、「SWEET MEMORIES」
- 松田聖子「津軽海峡・冬景色」、「SWEET MEMORIES」、「あなたのすべてになりたい」
- ribbon「フレンズ」、「仮面舞踏会」、「"S" ENSATIONAL WIND」
- 和田アキ子「情けねえ」、「愛、とどきますか」

## スタッフ
- 監修：塚田茂
- 構成：スタッフ東京 / 玉井貴代志、沢口義明、前田昌平、柊達雄
- 音楽：広瀬健次郎、服部隆之
- 指揮：ボブ佐久間
- 演奏：Big Noise Special / 東京放送管弦楽団
- コーラス：YAMATO
- 振付：三浦亨

### 制作
- 制作：山田修爾
- プロデューサー：大崎幹
- 総合演出：利根川展
- 演出：世良田光、足立香、出水裕子、小笠原和宏、近藤靖、平野昌一、片山剛
- フロアD：足立香、柳崎芳夫、今福賢二、宮田信一、柏木徹
- アシスタントプロデューサー：市原博行
- タイムキーパー：石橋葉子、樺沢一美

### 技術
- 技術(TD)：浜田泰生、宮原博、他
- VE：野々村直、奥村秀樹、他
- 映像(カメラ)：青木葉吉樹、北村公一郎、伊東修、他
- 照明：笠原義博、飯島雅宏、他
- 音声：立花成樹、伊藤賢一、他
- PA：花見秀徳、田中信孝、鈴木紀浩、佐藤敦子、他
- 音響：三澤恵美子、芹澤夕香子、太田誠也

### 美術
- タイトル：安居院一展、（テクノネット：尾崎至晃）
- 美術：鈴木浩二、長谷川隆之、
- デザイン：藤岡貴子、アズマリツ
- 大道具：西澤良昌、森田正樹（SPD明治）
- 小道具：加藤秀喜（TFC）
- 持道具：岩永克哉（京阪商会）
- 衣裳：千葉辰哉（東京衣裳）
- 電飾：小林篤（TSC）
- モニター：市村靖（TCC）
- メーク：アートメークトキ
- 楽器：サンフォニックス